# Avibrissina laticornis
Avibrissina laticornis là một loài ruồi trong họ Tachinidae.